# Medal Mungo Parka
Medal Mungo Parka – odznaczenie wręczane przez Królewskie Szkockie Towarzystwo Geograficzne w uznaniu za znaczny wkład wiedzy geograficznej poprzez odkrycia, badania, prace korzystne dla ludzkości prowadzone w potencjalnie niebezpiecznym otoczeniu czy środowisku. Medal został ustanowiony ku czci szkockiego odkrywcy Mungo Parka.

## Odznaczeni medalem
Medal przyznawany jest w nieregularnych odstępach od 1930 roku. Jak dotąd nagrodzeni nim zostali:
- 1930 kapitan Angus Buchanan
- 1931 Frank S. Smythe
- 1934 Isobel W. Hutchison
- 1935 Freya Stark
- 1936 Lawrence R. Wager
- 1939 doktor E.B. Worthington
- 1944 Frank Fraser Darling
- 1948 F. Spencer Chapman, Mary G. Henry
- 1950 Thor Heyerdahl
- 1952 William H. Murray
- 1953 hrabia Eigil Knuth
- 1954 doktor Alain Bombard
- 1955 George Christopher Band, Thomas Dempster Mackinnon
- 1961 Marjory Penham
- 1962 C.G. Malcolm Slesser
- 1969 doktor Hugh Simpson i Myrtle Simpson
- 1975 Haroun Tazieff
- 1981 profesor Keith L. Miller
- 1987 John Ridgway
- 1988 doktor John Hemming
- 1989 Christina Dodwell
- 1990 Charles Swithinbank
- 1991 profesor Andrew Goudie
- 1992 Nicholas Crane i Richard Crane
- 1993 profesor David Sugden
- 1994 Michael Buerk
- 1995 Nigel Winser i Shane Winser
- 1996 Michael Ashe
- 1997 profesor Chalmers M. Clapperton
- 1998 Julian Pettifer, dziennikarka
- 1999 Kate Adie
- 2000 Colin Thubron
- 2001 Robin Hanbury-Tenison
- 2002 William Dalrymple
- 2003 John Simpson CBE, BBC
- 2004 Norma i Maurice Joseph
- 2005 profesor Jean Malaurie
- 2006 John Hare
- 2007 Norman E. Hallendy[2]
- 2008 nie przyznano
- 2009 Ray Mears
- 2010 Rune Gjeldnes
- 2011 Ed Stafford
- 2012 Jock Wishart
- 2013 Tim Butcher[3]
- 2014 Lindsey Hilsum
- 2016 Karen Darke